# Kalinkavičy
Kalinkavičy (bělorusky Калінкавічы Kalinkavičy, rusky Калинковичи Kalinkoviči) je běloruské sídlo městského typu, které se nachází v Homelské oblasti. Město Kalinkavičy se nachází 122 km jihozápadně od Homelu a 275 km od Minsku.

## Historie
První zmínka o osadě pochází z roku 1560, kdy patřila do Mozyrského povetu Minského vojvodství Litevského velkoknížectví. V polovině 18. století v osadě stálo 25 domů a Kalinkavičy bylo centrem farnosti.
Po Druhém rozdělení Polska v 1793 se Kalinkavičy stala samosprávným městem s 36 staveními se 116 mužskými obyvateli v Rečyckém újezdu, které patřily k Šachovskému knížectví. V roce 1805 přešlo Kalinkavičy do vlastnictví státní správy, v roce 1866 zde stálo již 100 stavení. V roce 1882 zde byla postavena železniční stanice a v roce 1916 se stalo Kalinkavičy důležitým dopravním uzlem.
V roce 1925 bylo Kalinkavičy povýšen na město. V roce 1939 zde působilo mnoho průmyslových podniků, vzdělávacích a kulturních institucí, a dokonce i okresní noviny. V této době zde žilo přibližně 10 000 obyvatel.
V srpnu 1941 se v rajónu, západně od města Kalinkavičy, rozkládal štáb třetí armády střední fronty. Náčelníkem štábu byl generálmajor Aleksej Žadov. Dne 22. srpna 1941 bylo město během Velké vlastenecké války obsazeno německou armádou. Od 20. do 22. září Němci v rámci židovské genocidy vytvořili a zcela zničili židovské ghetto. Za okupace zde působila tajná organizace „Smugnar“, hnutí odporu mládeže.
Kalinkavičy bylo osvobozeno vojáky Konstantina Konstantinoviče Rokossovského během Kalinkovicko-Mazyrské operace 14. ledna 1944. Při osvobozování města bylo zabito 853 vojáků Běloruské fronty, z nichž 15 bylo vyznamenáno hrdiny Sovětského svazu. Na budově Kalinkovičského selsovětu byla vztyčena červená vlajka a v roce 1969 se Nikolaj Žgun stal čestným občanem Kalinkovičy.
Od roku 1963 je město podřízeno oblasti. V moderním Kalinkavičy jsou hlavní ulice zastavěny 2, 5, 9 a 10 patrovými budovami. Byly vytvořeny 3 mikrorajóny. Ve městě fungují podniky pro výrobu železobetonových produktů, pro opravářské práce, chemikálií do domácností, výrobu nábytku, masových produktů, obilných produktů a jiné závody. Nachází se zde i komunikační centra, centrální rajónní nemocnice, která má 2 kliniky. Město Kalinkavičy je jedním z největších železničních uzlů Běloruska.
K fungujícím vzdělávacích institucím patří Polesská zemědělská akademie, GPTU, 8 středních škol a jedno gymnázium (dříve škola číslo 9), hudební škola se dvěma pobočkami v Kalinkavičském rajónu, 2 sportovní školy, dům dětské tvorby, umělecká škola, kulturní centrum, knihovna a muzeum. Ve městě se nachází i hroby sovětských vojáků a partyzánů, kteří padli obětem fašismu. Postaven je Památník osvobození, pilotům, posádkám tanků, partyzánům a lidem pracujícím v tajém hnutí odporu, vojákům internacionalistům a památná Ulice Hrdinů. Město má své vlastní noviny nazvané „Kalinkavickija naviny“.
V roce 1961 byly ve městě nalezeny mince z 16. století, což byla jedna z největších nálezů měděných předmětů.

## Doprava
Kalinkavičy je železničním uzlem na Homel, Žlobin, Brest a Ovruč. Nachází se na křižovatce silnic M10: Kobryn — Kalinkavičy — Homel — Dobruš a R31: Babrujsk — Paryčy — Azaryčy — Kalinkavičy — KKP Novaja Rudňa. V roce 2014 ve městě žilo na 39 325 obyvatel.

## Slavní rodáci
- Jechošua Globerman (*1905–1947) — izraelský vojevůdce
- Viktar Apanasavič Kazko (Віктар Апанасавіч Казько; * 1940) — běloruský spisovatel a novinář, laureát ocenění Leninského komsomola Běloruské SSR (1977) a laureát Státního ocenění běloruské SSR Jabuka Kolasa (1982)
- Cvi Krol (* 1948–1907) — izraelský básník, editor a literární kritik

## Pamětihodnosti

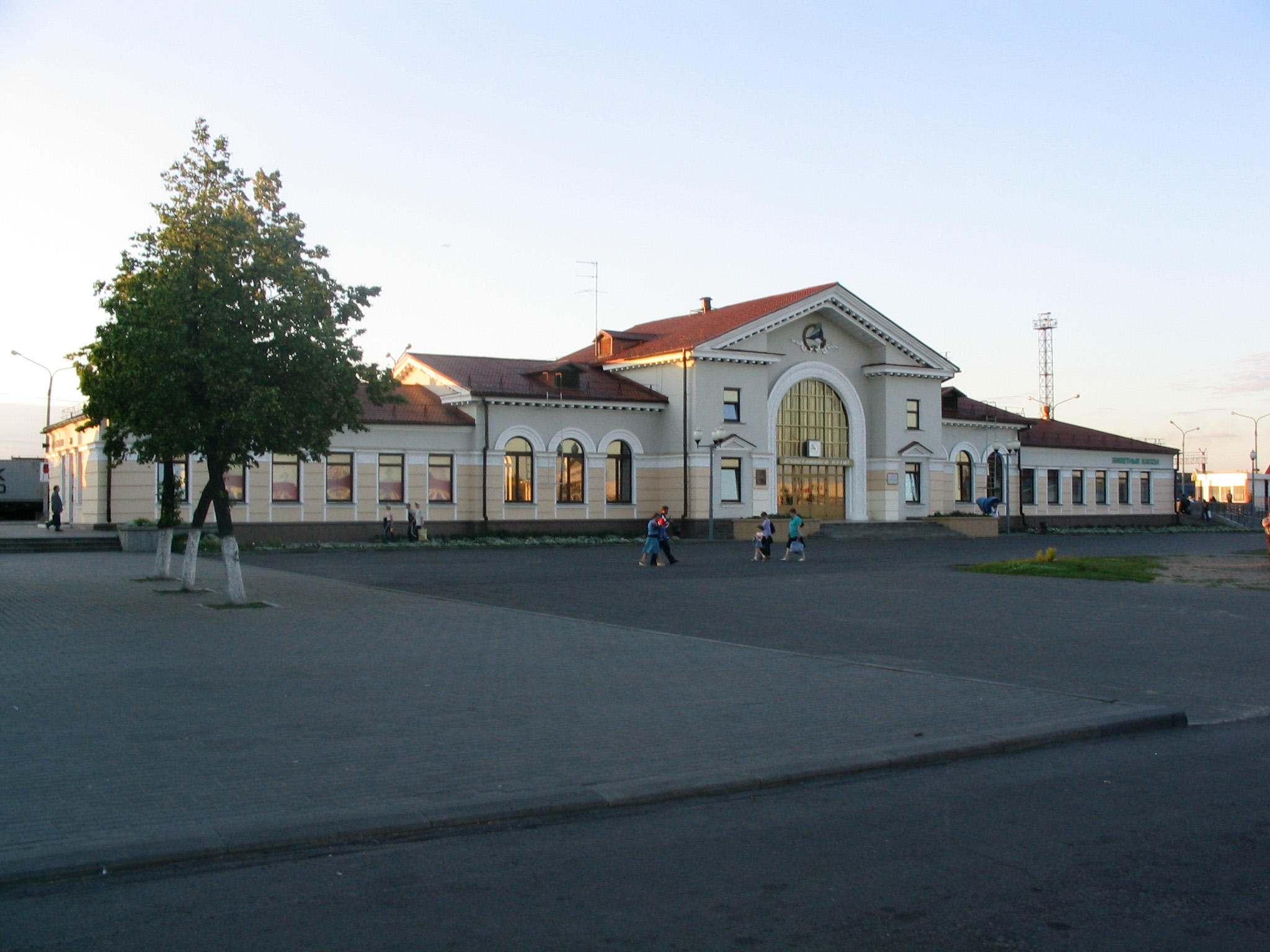
Kalinkavické nádraží
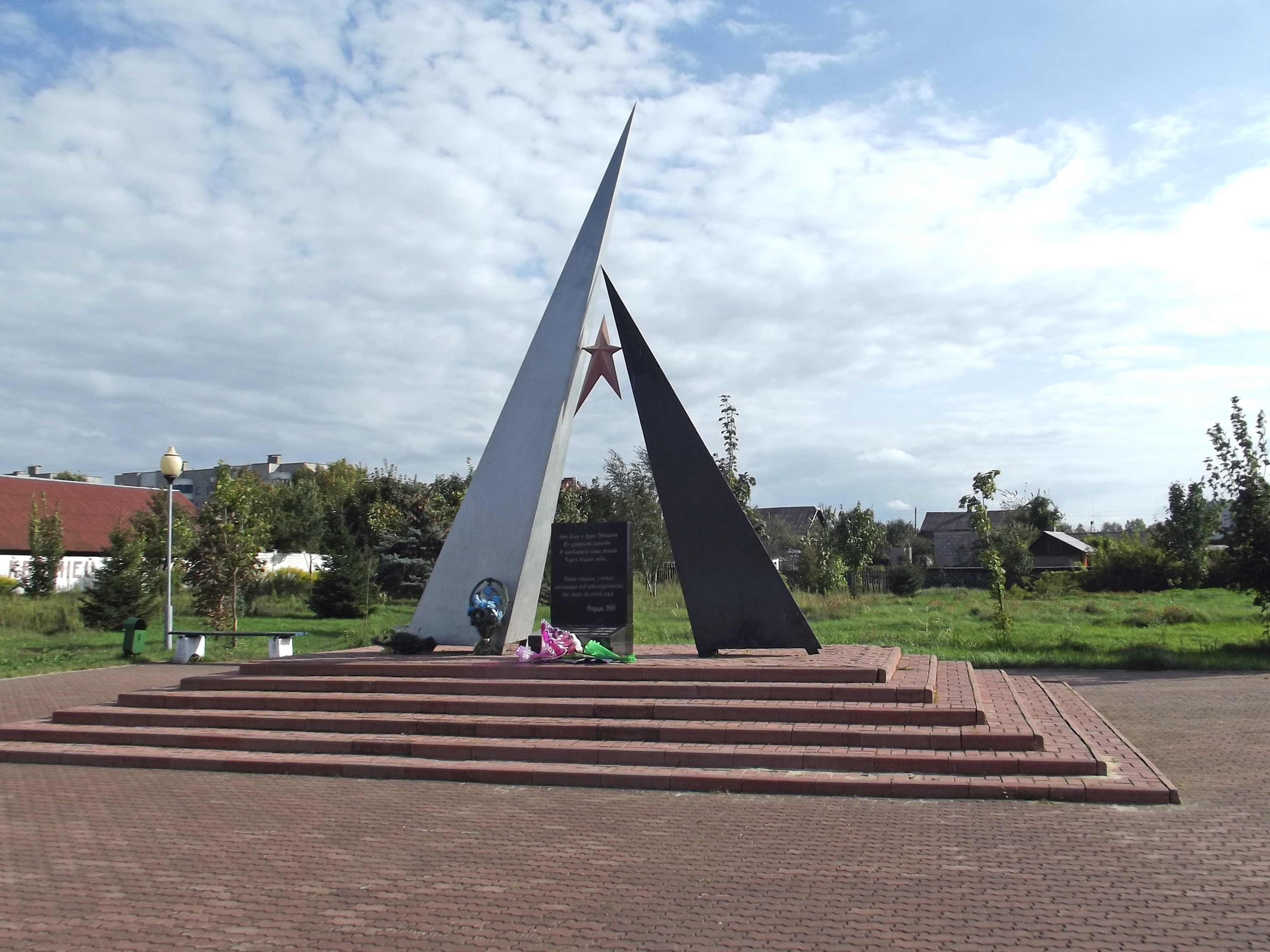
Památník padlým v Afghánistáně
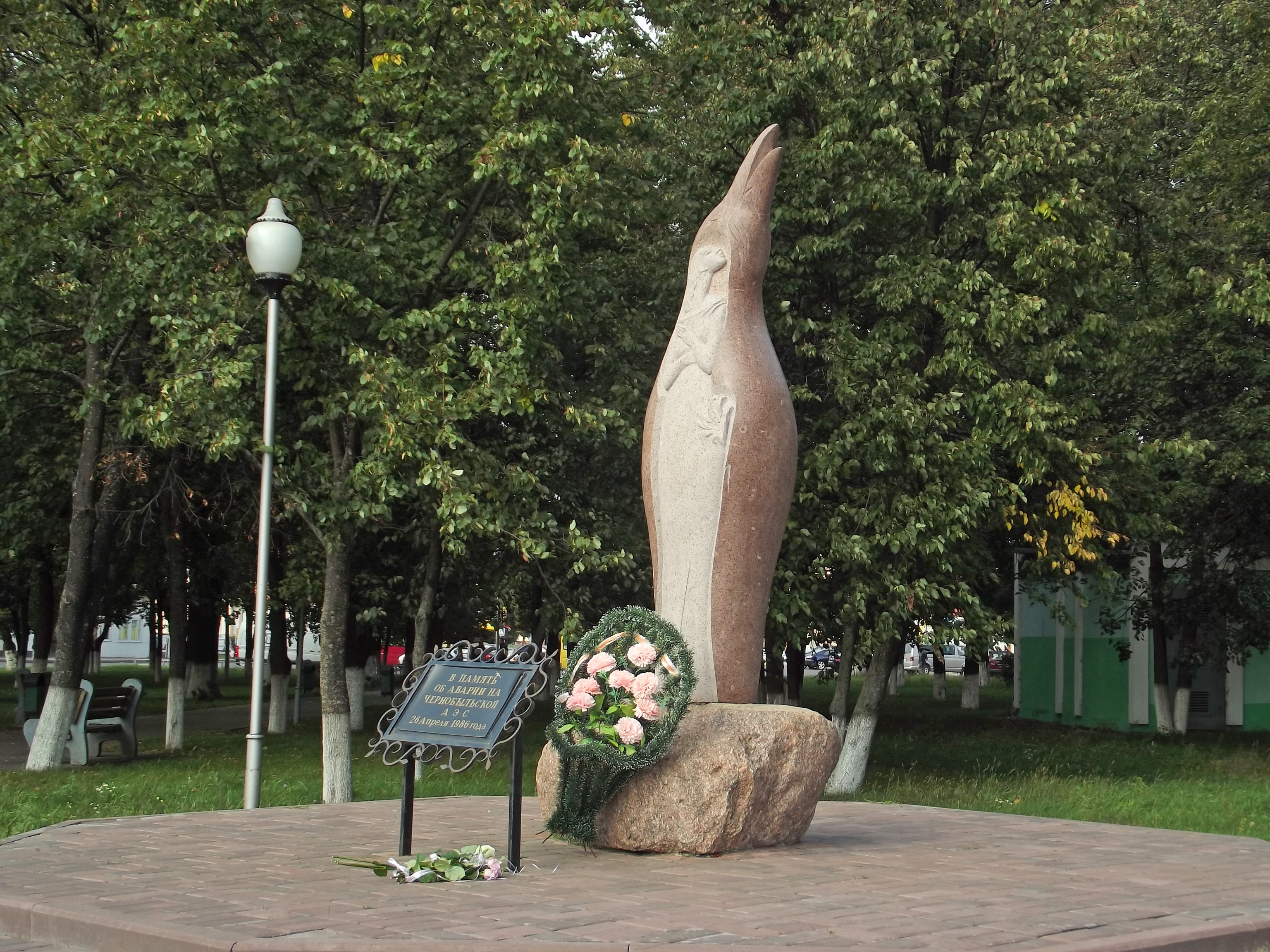
Památník Černobylu
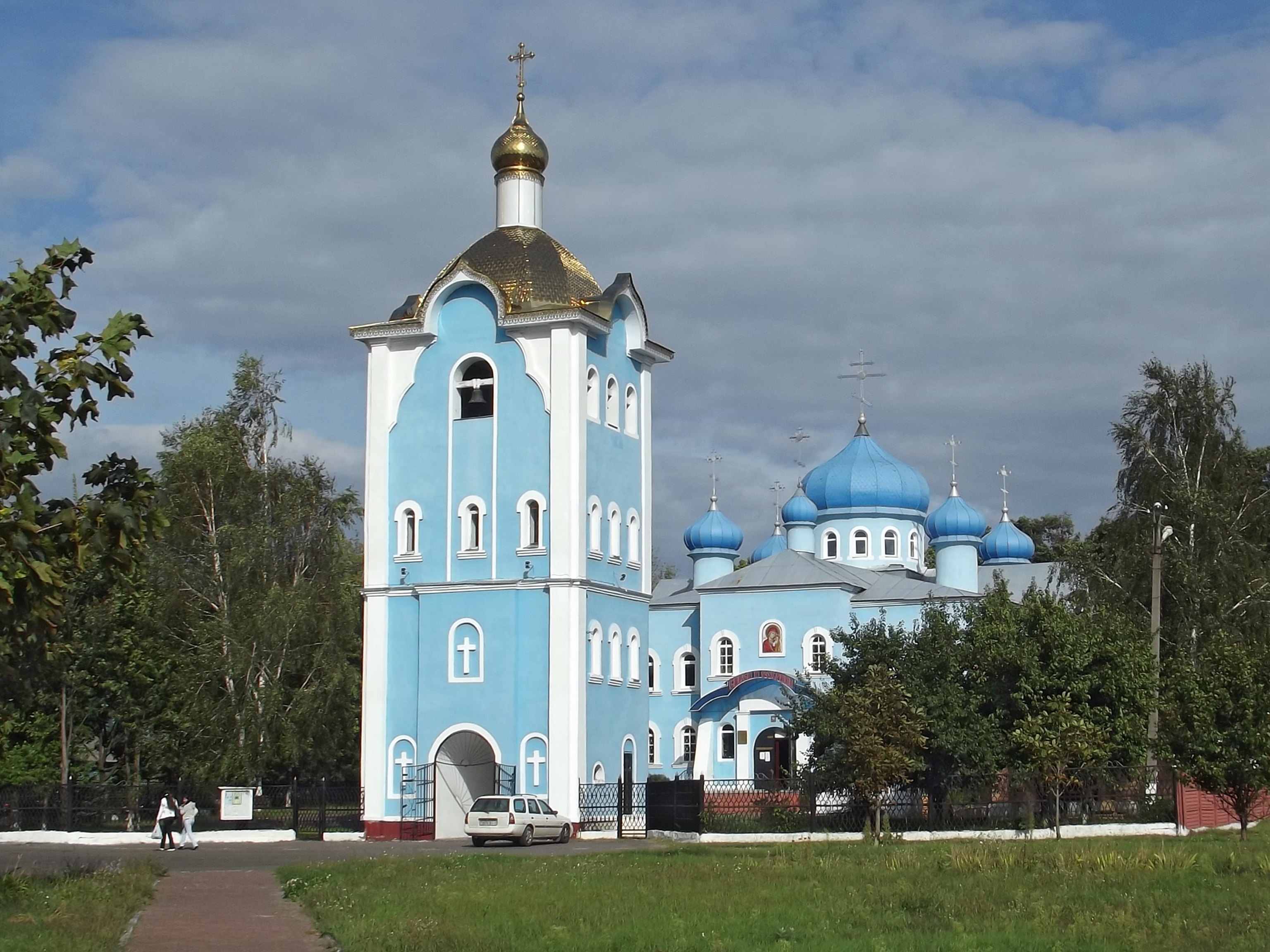
Kostel Kazaňské ikony matky Boží
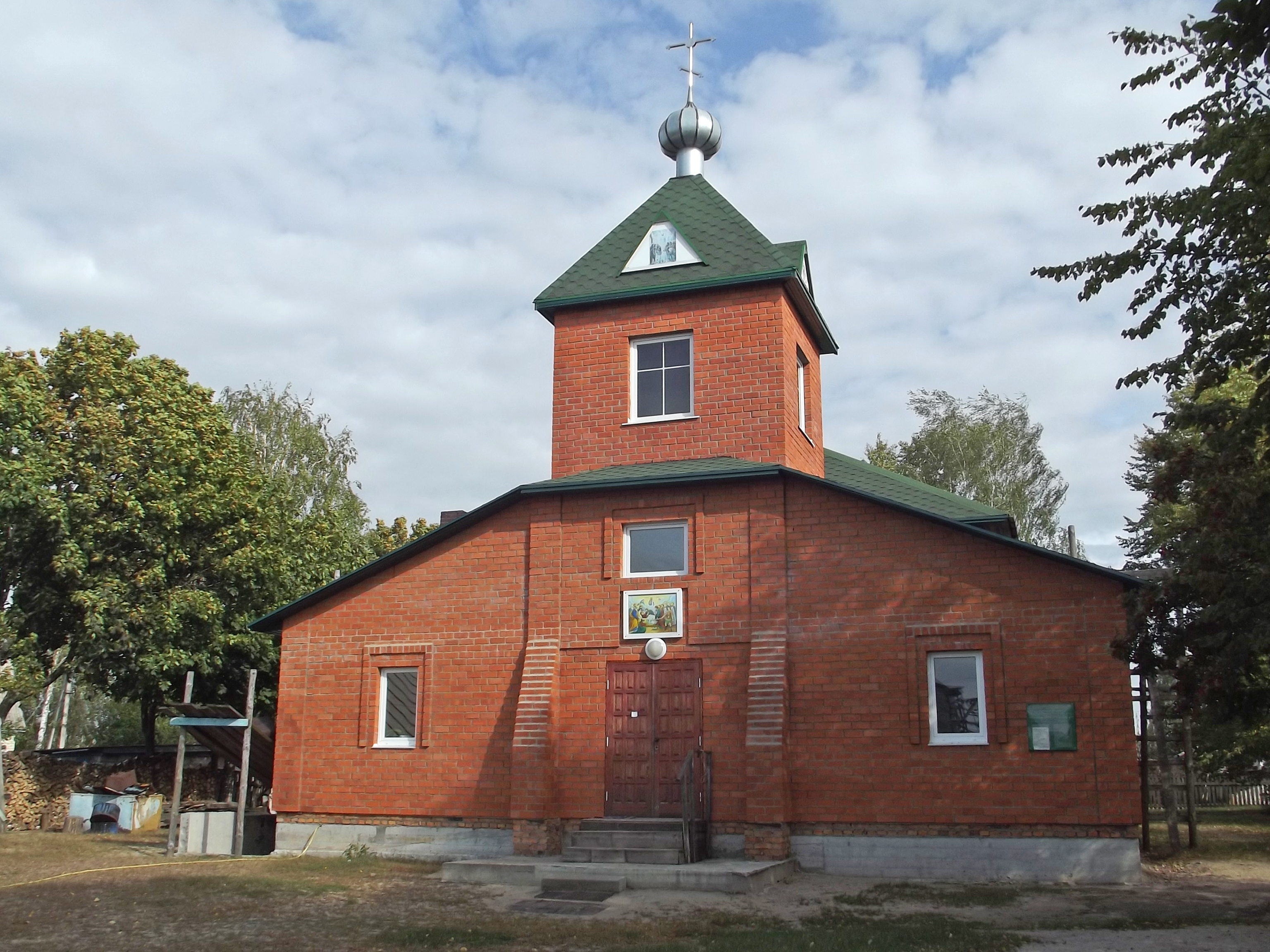
Kostel Nanebevzetí
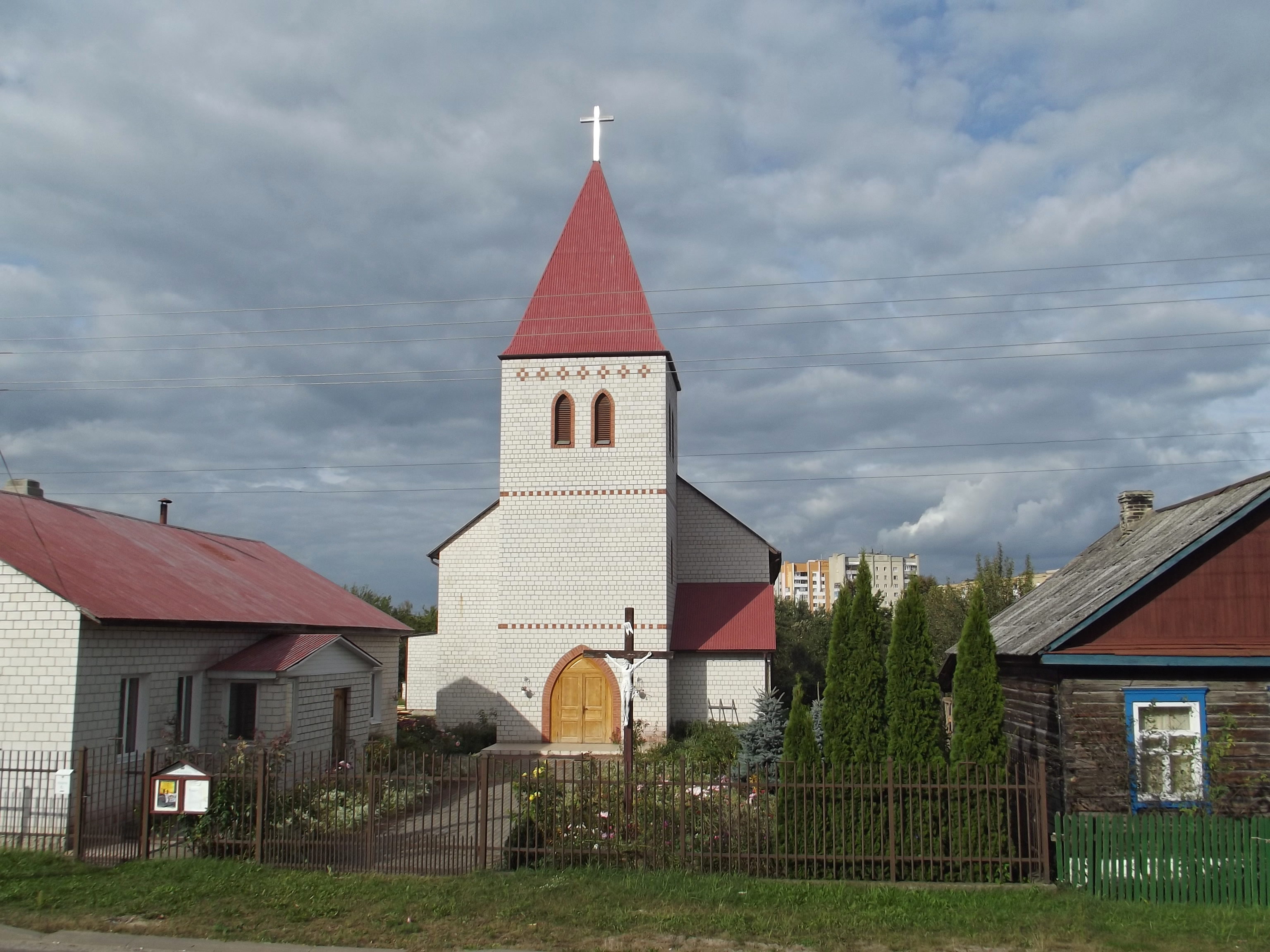
Katolický kostel